# Subúrbio

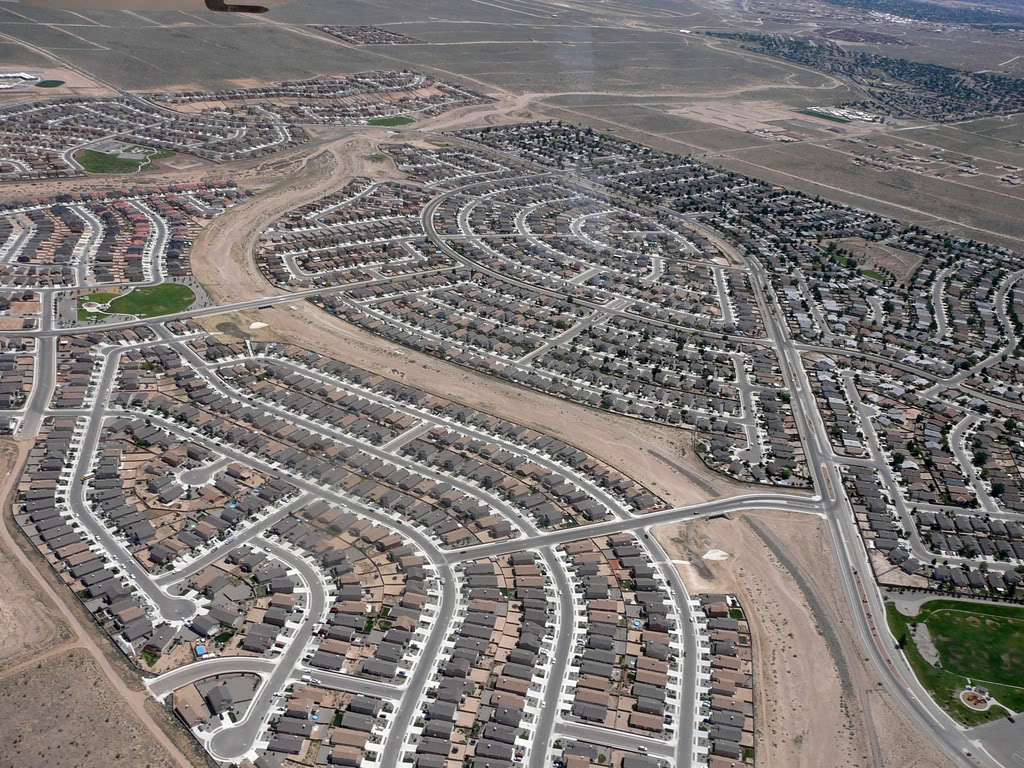
No subúrbio de Rio Rancho, Novo México, Estados Unidos, é possível observar as cul-de-sac, características dos subúrbios anglófonos.

Um subúrbio (mais amplamente área suburbana) é uma região dentro de uma área metropolitana. Geralmente são comunidades residenciais separadas a uma certa distância de deslocamento de uma cidade principal maior (cf. "cidade suburbana" ou "cidade dormitório"). Os subúrbios podem ter a sua própria jurisdição política ou legal, especialmente nos Estados Unidos, mas nem sempre é esse o caso, especialmente no Reino Unido, onde a maioria dos subúrbios está localizada dentro dos limites administrativos das cidades.
Os subúrbios e cidades estadunidenses experimentaram um fenômeno conhecido como fuga branca ("white flight"), que fez com que alguns subúrbios tivessem mais população e rendas mais altas ao seu redor do que o centro da cidade próxima.
Em algumas áreas, como Índia, China, Nova Zelândia, Canadá, Reino Unido e partes dos Estados Unidos, novos subúrbios são rotineiramente anexados por cidades adjacentes devido à expansão urbana. Em outros, como Marrocos, França e grande parte dos Estados Unidos, muitos subúrbios permanecem municípios separados ou são governados localmente como parte de uma área metropolitana maior, como um condado, distrito ou bairro. Nos Estados Unidos, as regiões além dos subúrbios são conhecidas como exúrbios, que têm densidade populacional menor do que os subúrbios e mais áreas rurais. Subúrbios e exúrbios às vezes estão ligados economicamente à cidade vizinha.
Os subúrbios surgiram em grande escala nos séculos XIX e XX, como resultado da melhoria do transporte ferroviário e rodoviário, o que levou a um aumento no deslocamento diário das pessoas. Em geral, são menos densamente povoados do que os bairros do centro da cidade dentro da mesma área metropolitana e a maioria dos residentes desloca-se rotineiramente para os centros das cidades ou distritos comerciais através de veículos privados ou transportes públicos ; no entanto, há muitas exceções, incluindo subúrbios industriais, comunidades planejadas e cidades satélites . Os subúrbios tendem a proliferar em torno de cidades que possuem uma abundância de terrenos planos adjacentes.